# 石浜村
石浜村（いしはまむら）は、かつて愛知県知多郡にあった村。現在の東浦町石浜に該当する。

## 沿革
生路村は江戸時代に成立した村であるが、明治時代初期から隣村の「生路村」との合併・分立を繰り返している。その詳細は生浜村を参照。
- 1892年5月 - 生浜村が分立し、石浜村と生路村が発足。
- 1906年5月1日 - 森岡村の一部、緒川村、生路村、藤江村と合併し、東浦村が発足。同日、石浜村は廃止。

## 教育
- 片葩尋常高等小学校（現・東浦町立片葩小学校）